# Schwarzautal
Schwarzautal ist seit Jahresbeginn 2015 eine Gemeinde mit 2366 Einwohnern (Stand 1. Jänner 2024) im Bezirk Leibnitz in der Steiermark.

## Geografie

### Gemeindegliederung
Die Gemeinde besteht aus neun Katastralgemeinden bzw. zwölf Ortschaften (Fläche Stand 31. Dezember 2023; Bevölkerung Stand 1. Jänner 2024):
| Katastralgemeinden | Ortschaften |
| --- | --- |
| - Breitenfeld (441,25 ha) - Hainsdorf (430,86 ha) - Maggau (514,88 ha) - Marchtring (331,4 ha) - Matzelsdorf (234,73 ha) - Mitterlabill (491,49 ha) - Schwarzau (535,84 ha) - Unterlabill (297,69 ha) - Wolfsberg (717,02 ha) | - Breitenfeld am Tannenriegel (205) - Hainsdorf im Schwarzautal (119) - Maggau (142) - Marchtring (201) - Matzelsdorf (82) - Mitterlabill (245) - Schwarzau im Schwarzautal (289) - Seibuttendorf (171) - Techensdorf (50) - Unterlabill (160) - Wölferberg (81) - Wolfsberg im Schwarzautal (621) |

### Nachbargemeinden
Die Gemeinde ist von zehn Nachbargemeinden umgeben, vier davon liegen im Bezirk Südoststeiermark (SO).
| Allerheiligen bei Wildon              | Pirching am Traubenberg (SO)                | Kirchbach-Zerlach (SO) Sankt Stefan im Rosental (SO) |
| Sankt Georgen an der Stiefing Ragnitz | Kompassrose, die auf Nachbargemeinden zeigt | Jagerberg (SO)                                       |
| Gabersdorf                            | Sankt Veit in der Südsteiermark             | Mettersdorf am Saßbach                               |

## Geschichte

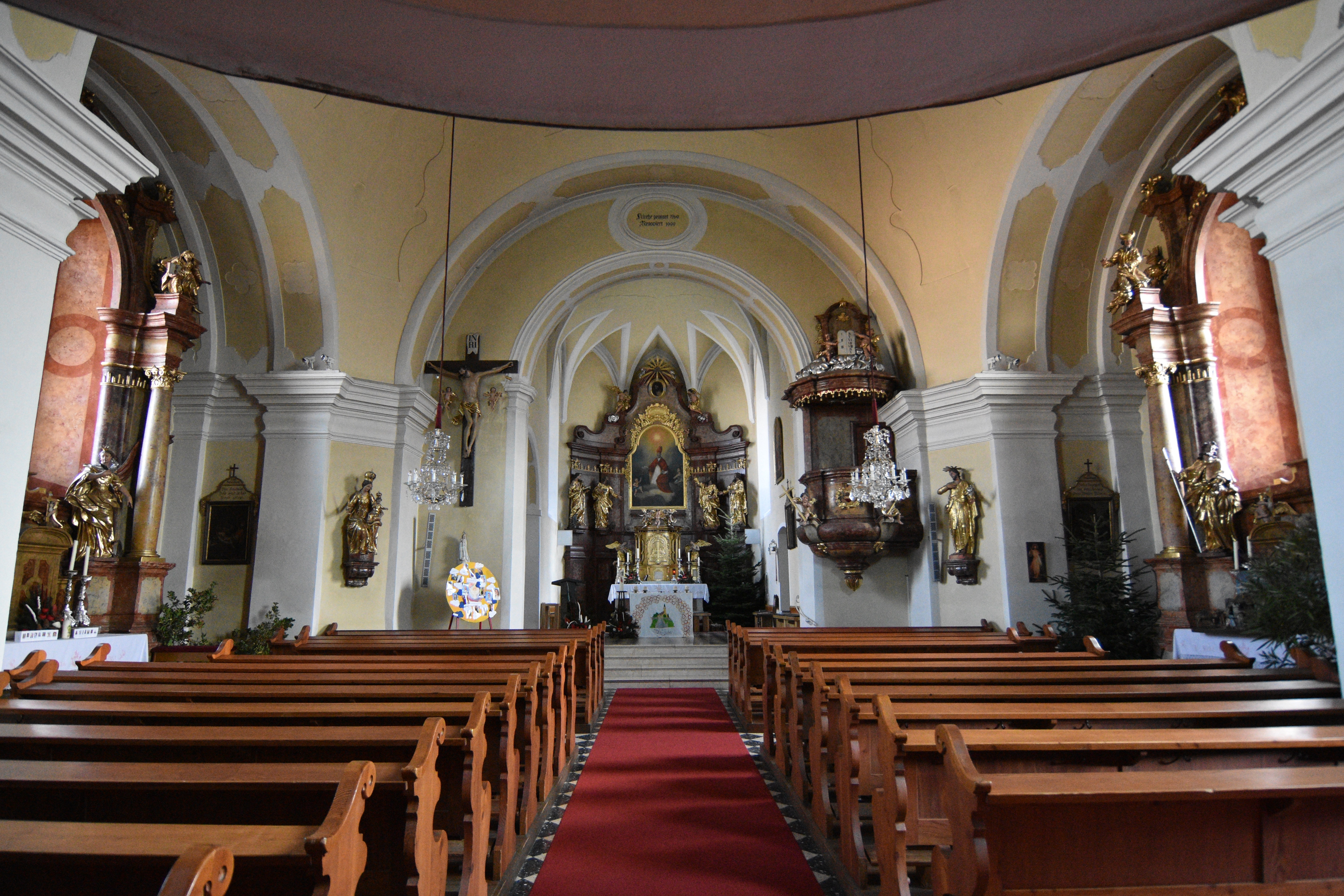
Innenansicht der Pfarrkirche

Die Gemeinde Schwarzautal entstand im Rahmen der Gemeindestrukturreform in der Steiermark
aus den mit Ende 2014 aufgelösten Gemeinden Schwarzau im Schwarzautal, Wolfsberg im Schwarzautal, Breitenfeld am Tannenriegel, Hainsdorf im Schwarzautal und Mitterlabill.
Die Gemeinden Mitterlabill und Schwarzau im Schwarzautal lagen im politischen Bezirk Südoststeiermark, die anderen Gemeinden im Bezirk Leibnitz. Die Grenzen der Bezirke und der Gerichtsbezirke wurden so geändert, dass die neue Gemeinde nun vollständig im Bezirk und Gerichtsbezirk Leibnitz liegt.
Die ehemaligen Gemeinden Mitterlabill und Schwarzau im Schwarzautal lagen bis Ende 2012 im Bezirk Feldbach und hatten das Kfz-Kürzel „FB“. Ab Mitte 2013 bis Ende 2014 wurden Kennzeichen mit dem Kürzel „SO“ zugeteilt, seit 2015 ist es „LB“.
Am Abend des Muttertags, 13. Mai 2018 traten nach heftigen Regenfällen Labbillbach und Schwarzaubach über die Ufer und überschwemmten Straße. Wasser drang in Häuser ein. „… die Labilltalstraße (L247) im Bezirk Südoststeiermark wurde im Bereich der Kreuzung Manning/Kleinfrannach wegen Überschwemmung gesperrt.“

## Kultur und Sehenswürdigkeiten

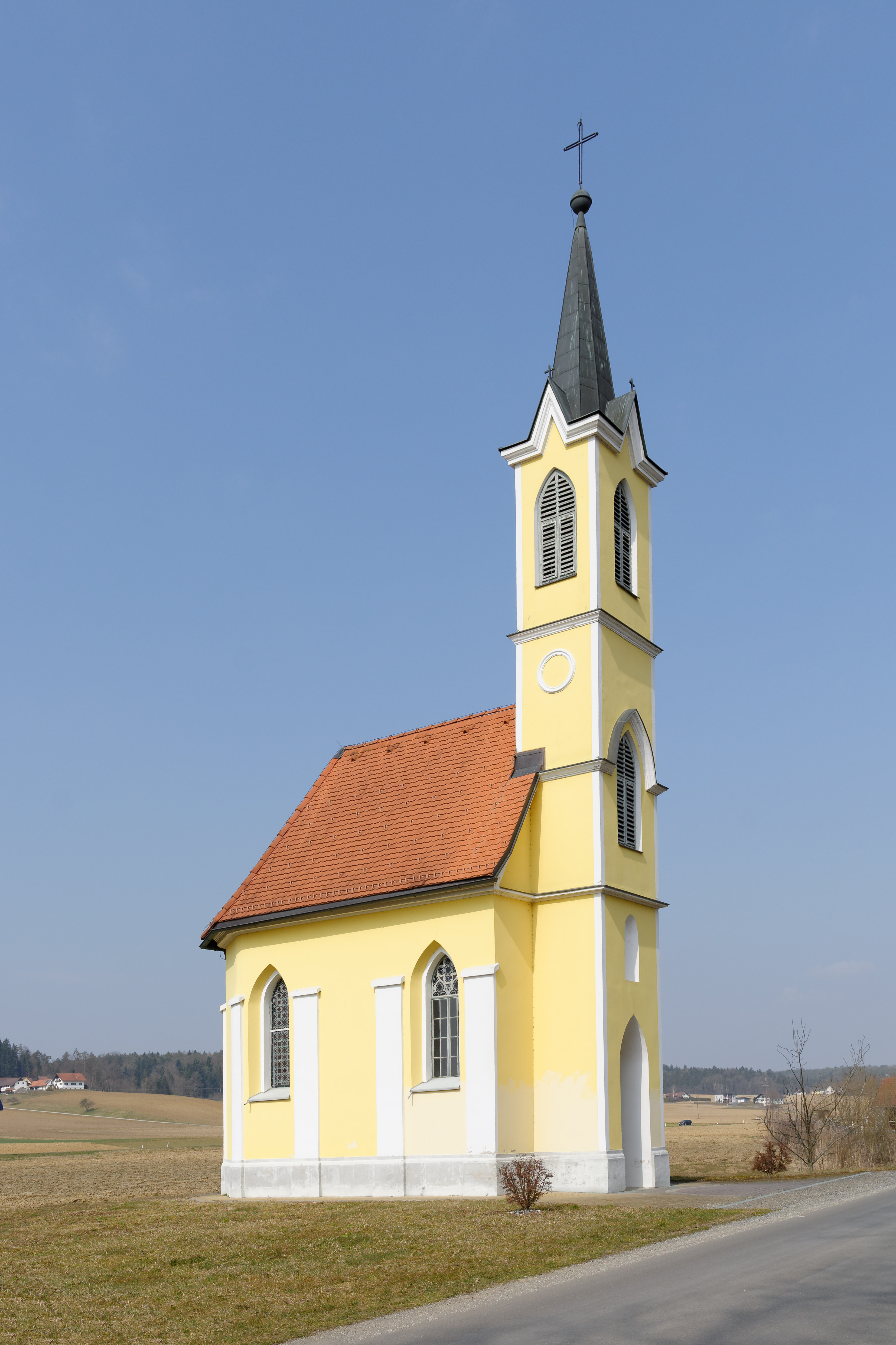
Kapelle in Schwarzau im Schwarzautal

### Einwohnerentwicklung
| Schwarzautal: Einwohnerzahlen von 1869 bis 2024     | Schwarzautal: Einwohnerzahlen von 1869 bis 2024 | Schwarzautal: Einwohnerzahlen von 1869 bis 2024 | Schwarzautal: Einwohnerzahlen von 1869 bis 2024 | Schwarzautal: Einwohnerzahlen von 1869 bis 2024 |
| --------------------------------------------------- | ----------------------------------------------- | ----------------------------------------------- | ----------------------------------------------- | ----------------------------------------------- |
| Jahr                                                |                                                 |                                                 |                                                 | Einwohner                                       |
| 1869                                                | 1869                                            |                                                 | 2.844                                           | 2.844                                           |
| 1880                                                | 1880                                            |                                                 | 2.802                                           | 2.802                                           |
| 1890                                                | 1890                                            |                                                 | 2.820                                           | 2.820                                           |
| 1900                                                | 1900                                            |                                                 | 2.825                                           | 2.825                                           |
| 1910                                                | 1910                                            |                                                 | 2.816                                           | 2.816                                           |
| 1923                                                | 1923                                            |                                                 | 2.690                                           | 2.690                                           |
| 1934                                                | 1934                                            |                                                 | 2.622                                           | 2.622                                           |
| 1939                                                | 1939                                            |                                                 | 2.496                                           | 2.496                                           |
| 1951                                                | 1951                                            |                                                 | 2.434                                           | 2.434                                           |
| 1961                                                | 1961                                            |                                                 | 2.298                                           | 2.298                                           |
| 1971                                                | 1971                                            |                                                 | 2.481                                           | 2.481                                           |
| 1981                                                | 1981                                            |                                                 | 2.501                                           | 2.501                                           |
| 1991                                                | 1991                                            |                                                 | 2.458                                           | 2.458                                           |
| 2001                                                | 2001                                            |                                                 | 2.434                                           | 2.434                                           |
| 2011                                                | 2011                                            |                                                 | 2.344                                           | 2.344                                           |
| 2021                                                | 2021                                            |                                                 | 2.322                                           | 2.322                                           |
| 2024                                                | 2024                                            |                                                 | 2.366                                           | 2.366                                           |
| Quelle(n): Statistik Austria, Gebietsstand 1.1.2021 |                                                 |                                                 |                                                 |                                                 |

## Wirtschaft und Infrastruktur

### Wirtschaftssektoren
Die folgende Tabelle zeigt die Entwicklung der Anzahl der Betriebe und der Beschäftigten in den Wirtschaftssektoren:
| Wirtschaftssektor            | Anzahl Betriebe | Anzahl Betriebe | Anzahl Betriebe | Erwerbstätige | Erwerbstätige | Erwerbstätige |
| Wirtschaftssektor            | 2021            | 2011            | 2001            | 2021          | 2011          | 2001          |
| ---------------------------- | --------------- | --------------- | --------------- | ------------- | ------------- | ------------- |
| Land- und Forstwirtschaft 1) | 117             | -               | -               | 435           | 172           | 169           |
| Produktion                   | 38              | 25              | 22              | 609           | 224           | 225           |
| Dienstleistung               | 123             | 93              | 56              | 525           | 377           | 316           |

1) Betriebe mit Fläche in den Jahren 2010 und 1999, Arbeitsstätten im Jahr 2021

### Bildung
Neben einem Kindergarten mit Kinderkrippe befinden sich eine Volksschule, eine Mittelschule und eine Musikschule in Schwarzautal.

### Verkehr
Die wichtigste Straßenverbindung ist die Kirchbacher Straße B73, die im Südwesten Richtung Leibnitz und nach Norden nach Graz führt. Der nächste Bahnhof befindet sich im rund 15 Kilometer entfernten Leibnitz.

## Politik

### Bürgermeister
Alois Trummer (ÖVP) wurde 2020 wieder zum Bürgermeister gewählt.
Dem Gemeindevorstand gehören weiters die Vizebürgermeisterin Michaela Stradner und der Gemeindekassier Martin Tatzl an.

### Gemeinderat
Der Gemeinderat besteht aus 15 Mitgliedern. Nach dem Ergebnis der Gemeinderatswahlen 2020 ist die Mandataufteilung:
- 13 Mandate ÖVP
- 02 Mandate SPÖ

Die letzten Gemeinderatswahlen brachten folgende Ergebnisse:
| Partei             | 2020         | 2020         | 2020         | 2015         | 2015         | 2015         | 2010                  | 2010                  | 2010                  | 2010             | 2010             | 2010             | 2010             | 2010             | 2010             | 2010             | 2010             | 2010             | 2010                  | 2010                  | 2010                  |
| Partei             | Schwarzautal | Schwarzautal | Schwarzautal | Schwarzautal | Schwarzautal | Schwarzautal | Schwarzau im Schwarz. | Schwarzau im Schwarz. | Schwarzau im Schwarz. | Breitenfeld      | Breitenfeld      | Breitenfeld      | Hainsdorf        | Hainsdorf        | Hainsdorf        | Mitterlabill     | Mitterlabill     | Mitterlabill     | Wolfsberg im Schwarz. | Wolfsberg im Schwarz. | Wolfsberg im Schwarz. |
| Partei             | Stimmen      | %            | Mandate      | St.          | %            | M.           | St.                   | %                     | M.                    | St.              | %                | M.               | St.              | %                | M.               | St.              | %                | M.               | St.                   | %                     | M.                    |
| ------------------ | ------------ | ------------ | ------------ | ------------ | ------------ | ------------ | --------------------- | --------------------- | --------------------- | ---------------- | ---------------- | ---------------- | ---------------- | ---------------- | ---------------- | ---------------- | ---------------- | ---------------- | --------------------- | --------------------- | --------------------- |
| ÖVP                | 969          | 83           | 13           | 795          | 49           | 8            | 380                   | 100                   | 9                     | 137              | 100              | 9                | 191              | 100              | 9                | 287              | 100              | 9                | 252                   | 41                    | 4                     |
| SPÖ                | 201          | 17           | 2            | 066          | 04           | 0            | nicht kandidiert      | nicht kandidiert      | nicht kandidiert      | nicht kandidiert | nicht kandidiert | nicht kandidiert | nicht kandidiert | nicht kandidiert | nicht kandidiert | nicht kandidiert | nicht kandidiert | nicht kandidiert | 083                   | 13                    | 1                     |
| FPÖ                |              |              |              | 145          | 09           | 1            | nicht kandidiert      | nicht kandidiert      | nicht kandidiert      | nicht kandidiert | nicht kandidiert | nicht kandidiert | nicht kandidiert | nicht kandidiert | nicht kandidiert | nicht kandidiert | nicht kandidiert | nicht kandidiert | nicht kandidiert      | nicht kandidiert      | nicht kandidiert      |
| Schwarzautal Aktiv |              |              |              | 631          | 39           | 6            | nicht kandidiert      | nicht kandidiert      | nicht kandidiert      | nicht kandidiert | nicht kandidiert | nicht kandidiert | nicht kandidiert | nicht kandidiert | nicht kandidiert | nicht kandidiert | nicht kandidiert | nicht kandidiert | 286                   | 46                    | 4                     |
| Wahlberechtigte    | 1965         | 1965         | 1965         | 1.974        | 1.974        | 1.974        | 536                   | 536                   | 536                   | 174              | 174              | 174              | 247              | 247              | 247              | 367              | 367              | 367              | 678                   | 678                   | 678                   |
| Wahlbeteiligung    | 62 %         | 62 %         | 62 %         | 84 %         | 84 %         | 84 %         | 76 %                  | 76 %                  | 76 %                  | 81 %             | 81 %             | 81 %             | 81 %             | 81 %             | 81 %             | 82 %             | 82 %             | 82 %             | 93 %                  | 93 %                  | 93 %                  |

### Wappen

Wappen der Vorgängergemeinden
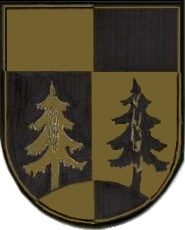
Breitenfeld am Tannenriegel
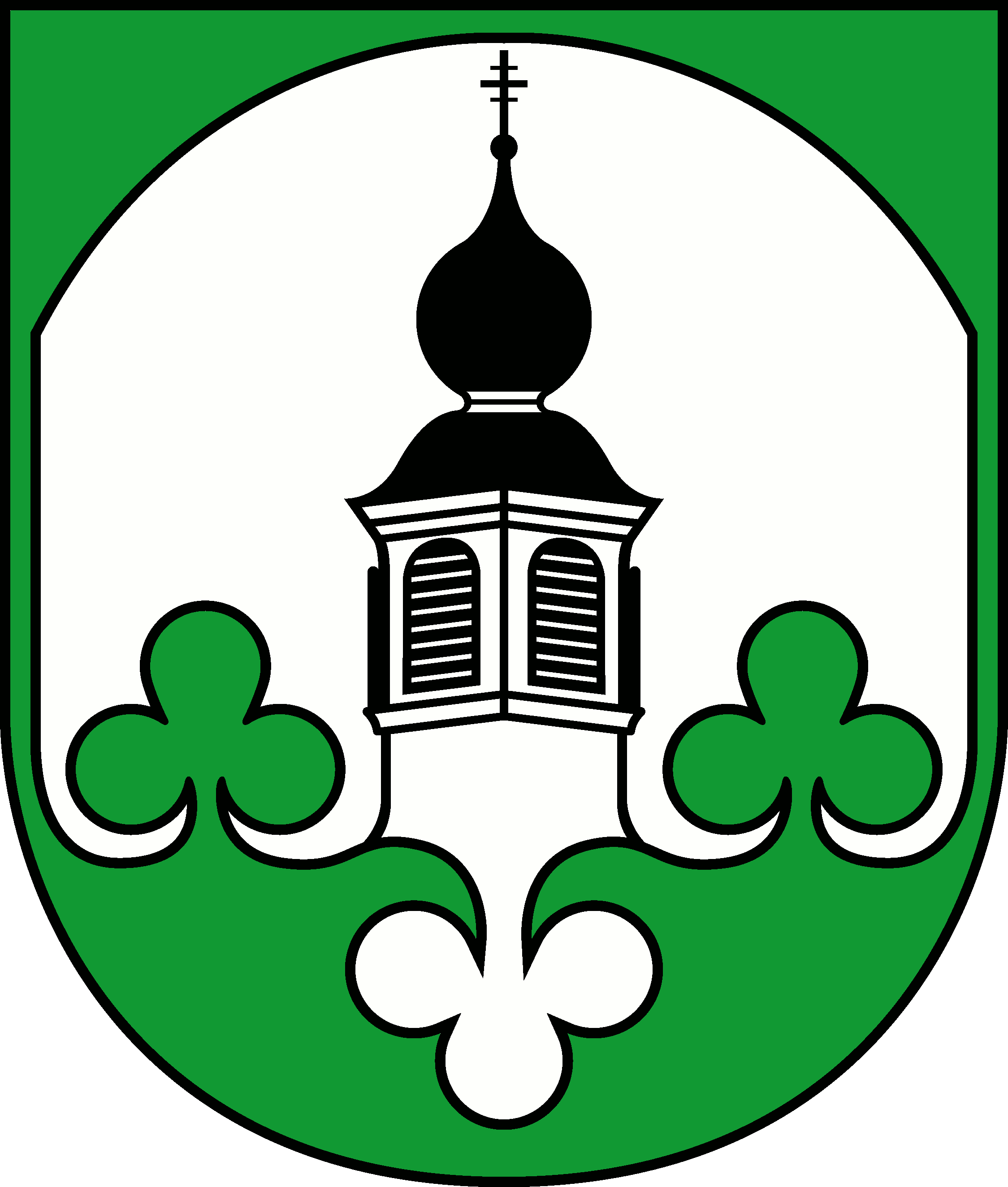
Hainsdorf im Schwarzautal
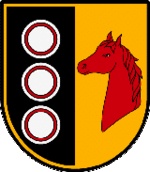
Schwarzau im Schwarzautal
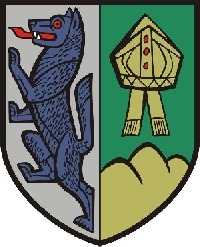
Wolfsberg im Schwarzautal

Blasonierung: Ein schwarzer, silbern gefluteter und vom oberen Schildrand angeschnittener Wellensparren, in Rot von je einem dreiblütigen, siebenfach beblätterten silbernen Wiesenschaumkraut beseitet und in Grün drei (1:2) ebensolche Pflanzen einschließend.
Erklärung: Vier der fünf Vorgängergemeinden hatten ein Gemeindewappen. Wegen der Gemeindezusammenlegung verloren diese mit 1. Jänner 2015 ihre offizielle Gültigkeit. Die Neuverleihung des Gemeindewappens für die Fusionsgemeinde erfolgte mit Wirkung vom 15. Juli 2016.